# Quân phục

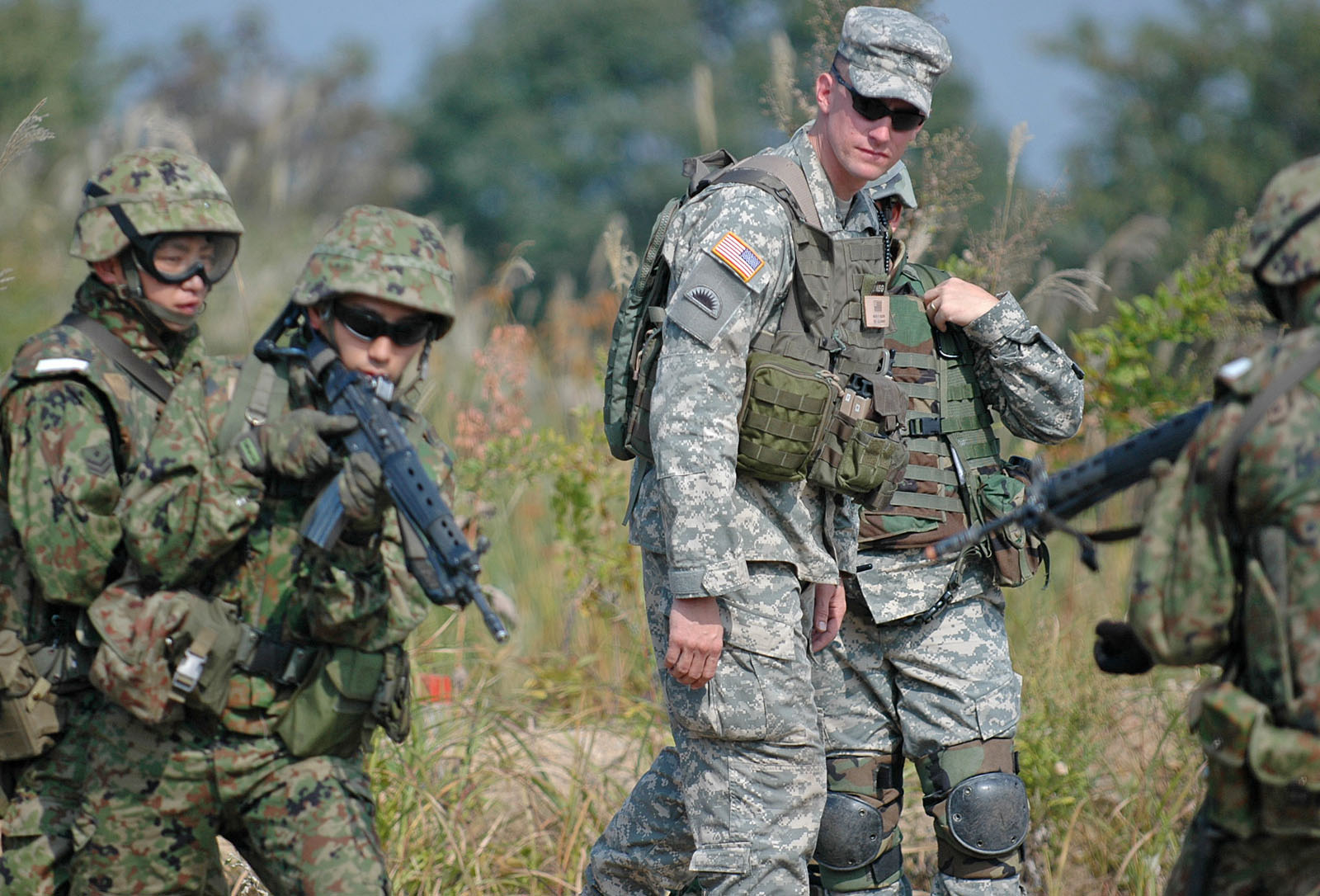
Những người lính Nhật thuộc JGSDF tập trận cùng binh lính Mỹ năm 2006.

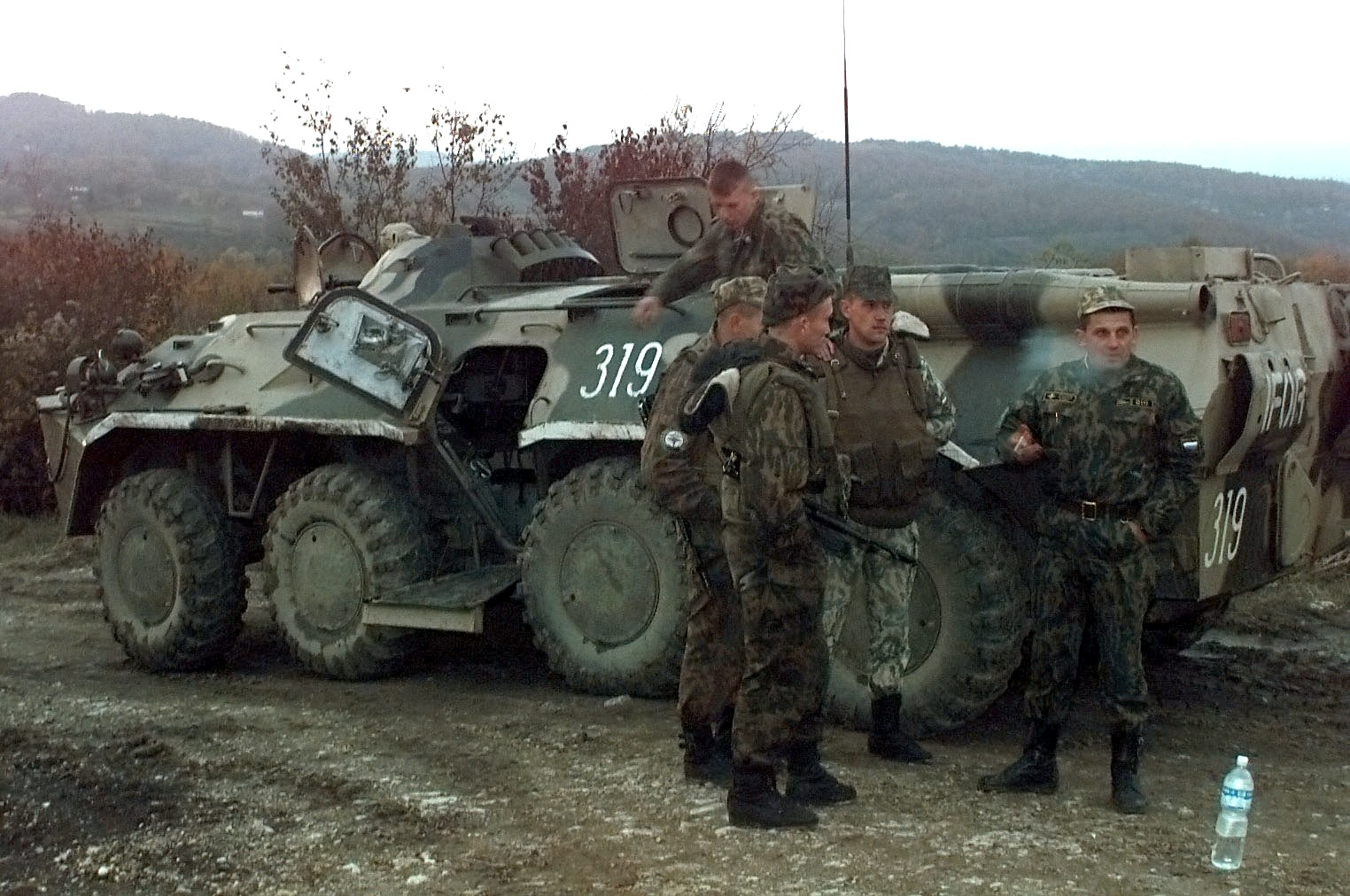
Quân phục lính Nga trong lực lượng gìn giữ hoà bình ở Bosnia

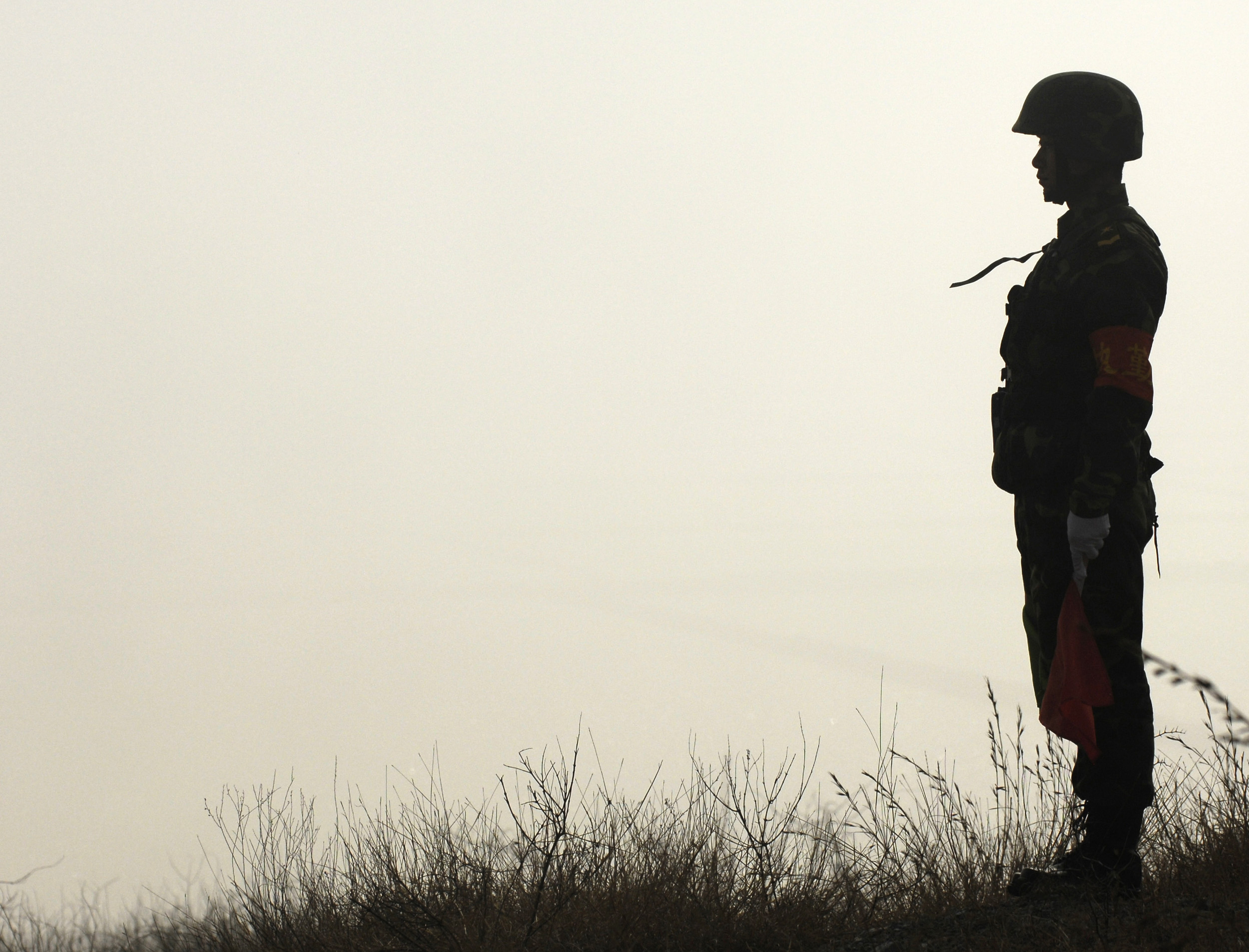
Một người lính của Quân giải phóng Nhân dân Trung Quốc tại trại huấn luyện ở Thẩm Dương, tháng 3/2007

Quân phục (Military uniform) là loại đồng phục dành cho các thành viên trong tổ chức quân đội. Thông thường mỗi quân đội của các quốc gia đều có một loại quân phục riêng để phân biệt.

## Lịch sử quân phục

### Thời cổ đại

#### Đế chế La Mã

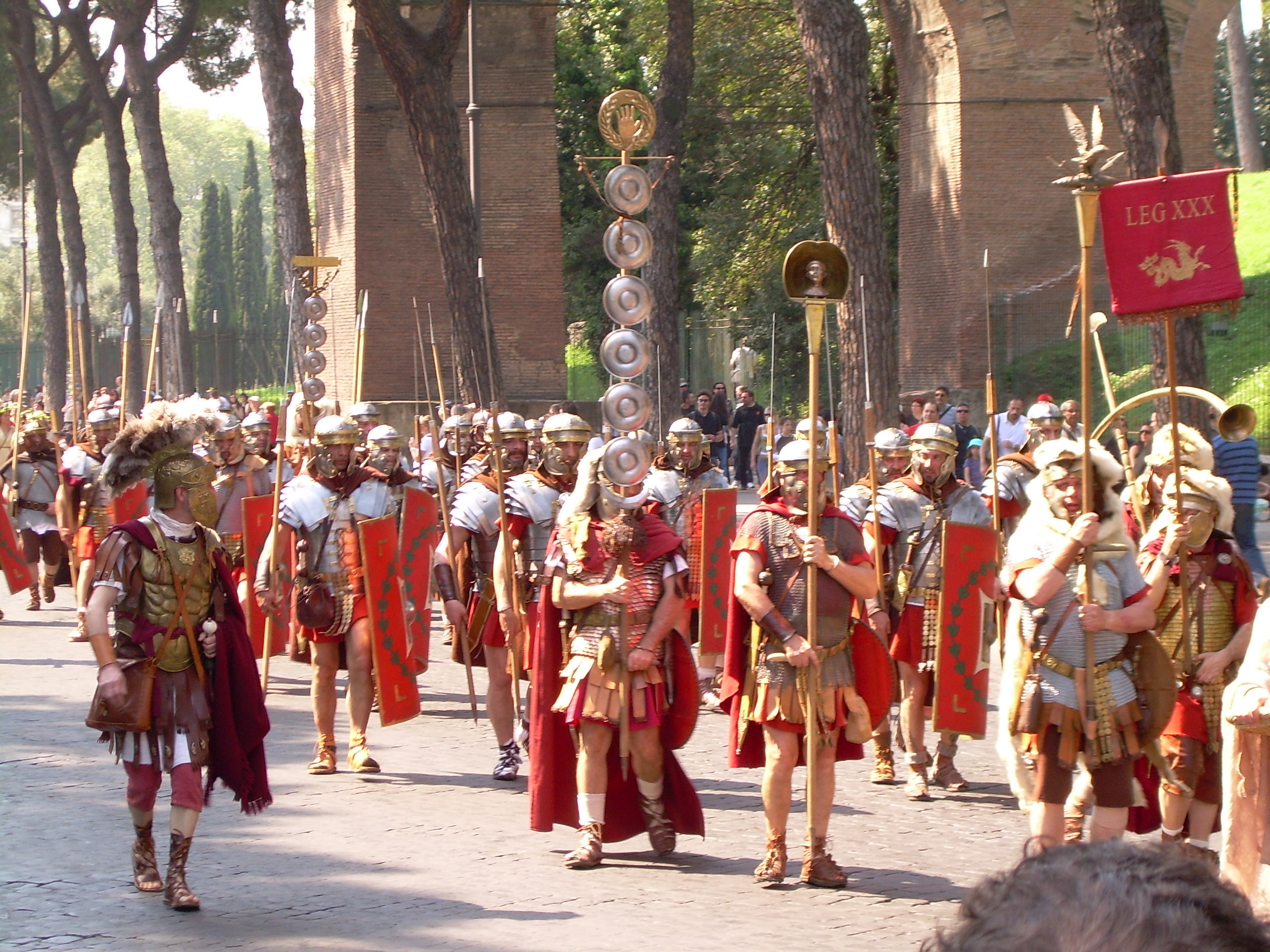
Binh lính Lê Dương La Mã trong quân phục đỏ thẫm

Quân đội La Mã cổ đại được trang bị áo giáp tốt và dày hơn các đối thủ. Khi hành quân trên các địa hình phức tạp, lính Lê dương cần phải mang theo áo giáp (lorica segmentata), khiên (scutum), nón sắt (galea), hai giáo phi (1 giáo nặng pilum và một giáo nhẹ), một đoản đao (pugio), một cặp Sandal nặng (Caligae), một túi đồ Sarcina, mười bốn ngày lương thực, một túi da đựng nước, đồ dùng nấu ăn, hai cái cọc (Sudes murale) để xây dựng lũy, một cái xẻng hoặc cái túi đan bằng liễu gai.
Khi không mặc áo giáp, binh sĩ La Mã mặc áo và khoác áo choàng, đúng hơn là một tấm vải choàng lên người. Áo choàng có màu đỏ thẫm.

#### Đế chế Trung Hoa

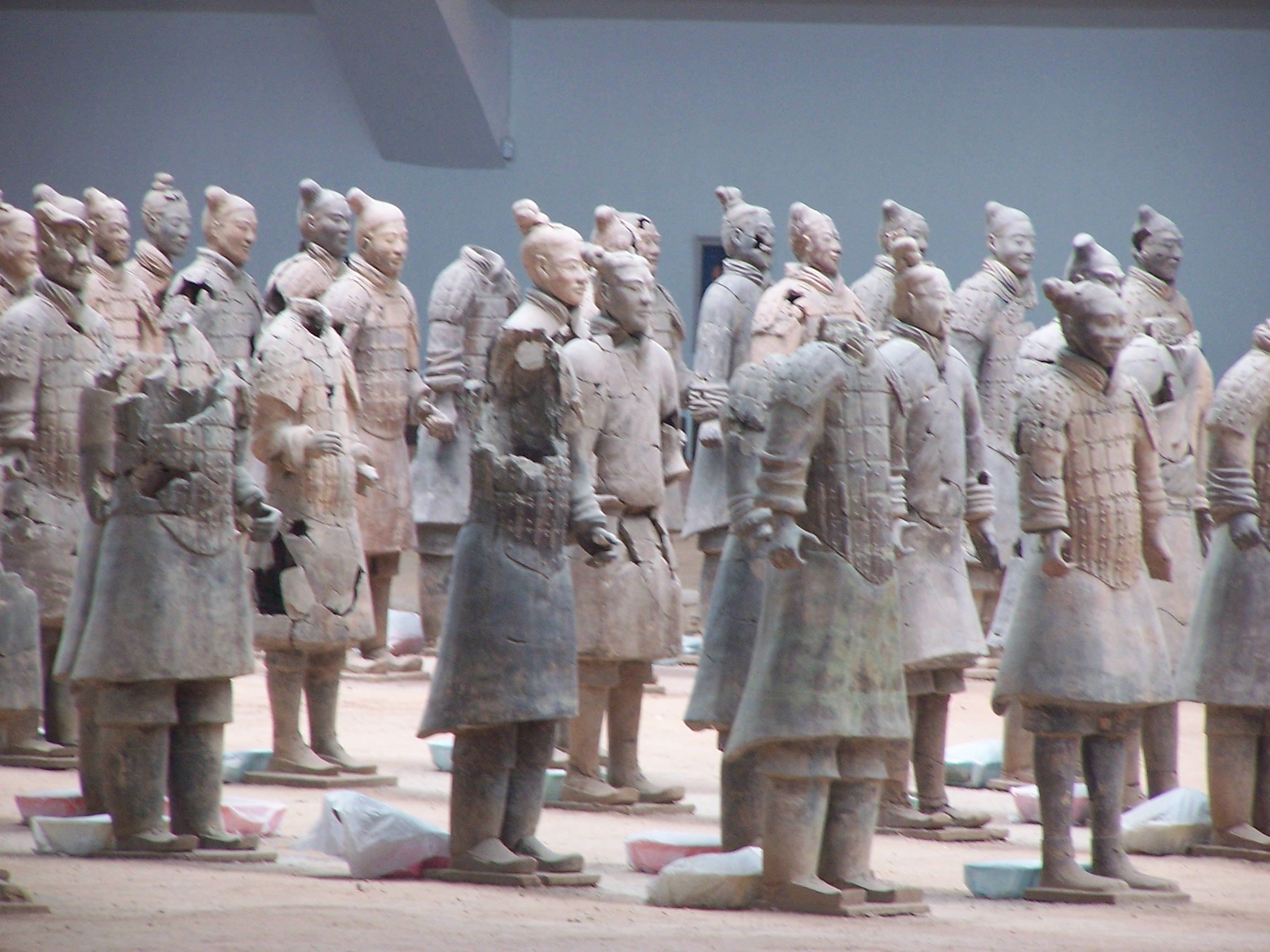
Đội quân đất nung của Tần Thủy Hoàng

Trong các tượng đất nung của Tần Thủy Hoàng, binh sĩ đã có quân phục.

## Bài liên quan
- Quân hàm